# RIK 1
RIK 1 (en grec : Ραδιοφωνικό Ίδρυμα Κύπρου ένα) est une chaîne de télévision publique chypriote. Lancée le 1er octobre 1957, trois ans avant l'indépendance du pays, elle a pour ambition d'offrir une offre de programmes variés mettant en avant la culture nationale, le divertissement et l'information. Elle dépend de la Société de radiodiffusion de Chypre (RIK en grec).
Émettant sur le réseau hertzien, elle présente un caractère généraliste et diffuse exclusivement en langue grecque. Une grande partie de ses programmes sont repris en simultané sur la chaîne internationale de la télévision chypriote, RIK Sat.

## Présentation
Les premières émissions de la télévision chypriote voient le jour au mois d'octobre 1957, sous le mandat britannique. D'abord limitées à quelques heures quotidiennes, les émissions sont progressivement étendues. Après l'indépendance du pays en 1960, le gouvernement ordonne la création de nouveaux studios à Nicosie et l'implantation de relais de télévision dans toute l'île.
Originellement en noir et blanc, la télévision chypriote débute ses premiers essais de télévision en couleur en 1982. En 1991, elle passe du standard SECAM au standard PAL. Un an plus tard, la radio-télévision chypriote lance un second canal de télévision, RIK 2.
RIK 1 émet 24 heures sur 24 depuis 1994. Les émissions régulières sont diffusées de 6 heures à 2 heures du matin. Après une heure de musique (Wake up call), l'antenne est occupée durant la semaine par l'émission matinale 7/10 (Επτά Δέκα), un programme où alternent bulletins d'information, chroniques diverses et clips musicaux. S'ensuivent à partir de 10 heures des talks-shows (Καφές με την Ελένη, Από μέρα σε μέρα) et des séries. 
En semaine, les trois principaux rendez-vous d'information sont les journaux télévisés (Ειδήσεις) de 18 heures, de 20 heures et de 22 heures 30. La chaîne retransmet également des bulletins météorologiques et les résultats de la loterie nationale (Κρατικό Λαχείο).
Le week-end, la chaîne laisse une plus grande place à l'information, à la politique, aux documentaires ainsi qu'aux films et séries locales.

## Identité visuelle (logo)

Logo de RIK 1 de 2000 à 2008.
Logo de RIK 1 du 29 janvier 2015 à 2017.
Logo de RIK 1 depuis 2017.